# Thomas Kottas
Thomas Kottas (griechisch Θωμάς Κώττας; * 27. April 1996 in Ptolemaida) ist ein griechischer Basketballspieler, der bei einer Körpergröße von 2,08 m auf der Position des Centers eingesetzt wird.

## Karriere

### Auf Vereinsebene
Kottas kam 2011, im Alter von 15 Jahren, in die Jugendmannschaft des PAOK Saloniki. Zur Saison 2013/14 debütierte er für dessen Herrenmannschaft in der Basket League sowie im ULEB Eurocup. Im darauffolgenden Sommer unterschrieb er am 12. August 2014 seinen ersten Profivertrag über drei Jahre und kam in der Saison 2014/15 zu 15 Spieleinsätzen in der heimischen Liga, sowie zu weiteren acht im Eurocup. Seine erste zweistellige Punkteausbeute für die Herrenmannschaft des PAOK, erreichte er zur Saison 2015/16, als er am 9. Januar 2016, dem dreizehnten Spieltag der Saison, im Spiel gegen den EK Kavalas, bei einer Einsatzzeit von 18,07 Minuten, auf 15 Punkte kam.
Im Sommer 2016 wurde er von PAOK freigestellt und so unterschrieb er einige Wochen später einen Zweijahreskontrakt bei den Rethymno Cretan Kings. Nachdem er diesen erfüllt hatte, wechselte Kottas im Sommer 2018 zum Aufsteiger AE Holargos. Da Holargos im folgenden Sommer mit dem Kolossos Rhodos fusionierte wechselte der Center zum Ligarivalen Ionikos Nikeas.

### Nationalmannschaft
Kottas durchlief sämtliche Jugend-Nationalmannschaften Griechenlands. So gehörte er zur griechischen Auswahl bei der U-16 Europameisterschaft 2012. Stand im Aufgebot der U-18 Europameisterschaften von 2013 und 2014. Lief bei der U-20 Europameisterschaft von 2015 auf. Für den A-Kader wurde er bisher nicht nominiert.